# Paolo Casati
Paolo Casati (latinisiert Paulus Casatus; * 23. November 1617 in Piacenza; † 22. Dezember 1707 in Parma) war ein italienischer Jesuit, Mathematiker, Physiker und Astronom.

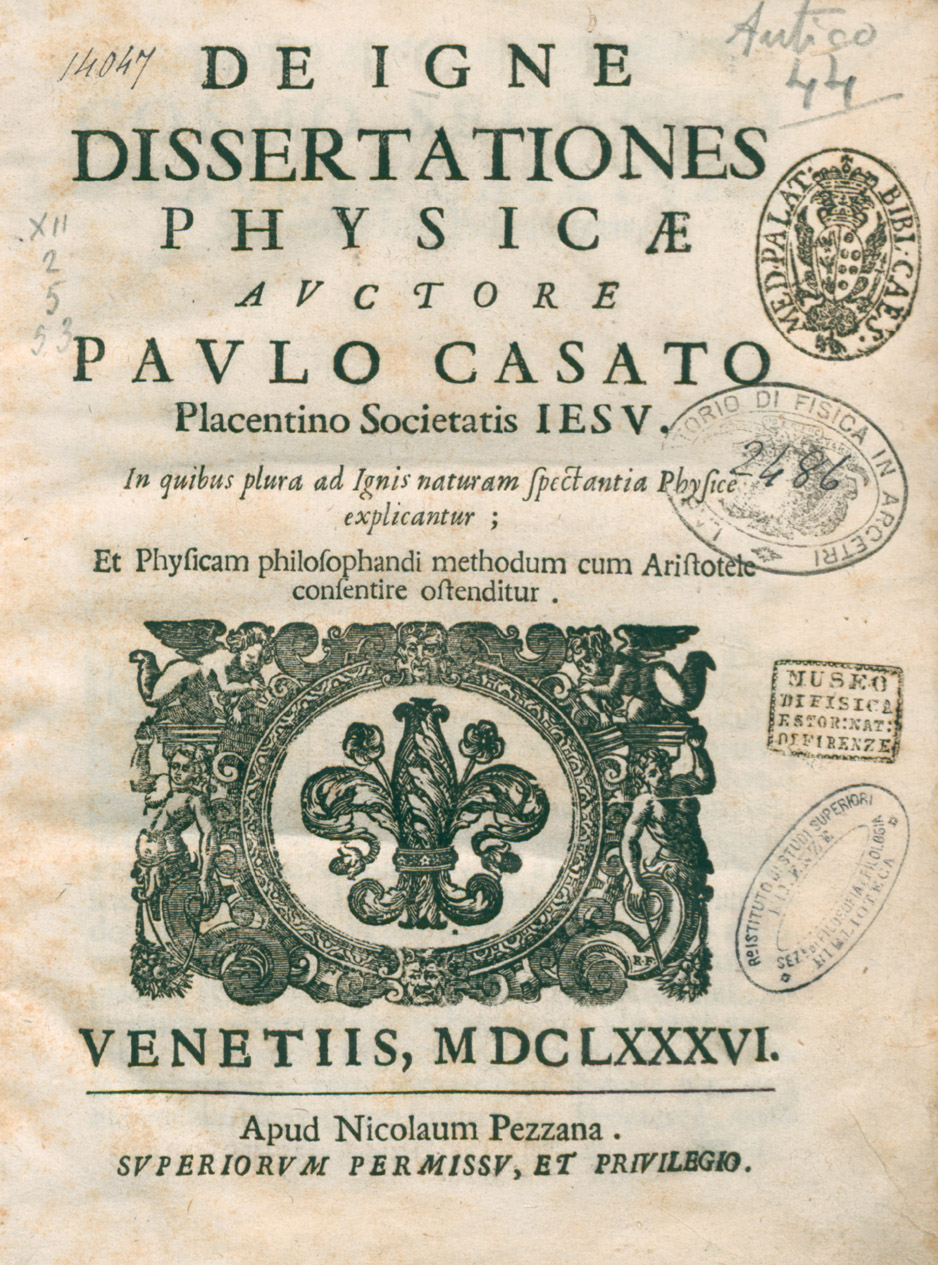
De igne, 1686

Casati trat 1634 dem Orden der Jesuiten bei. Nach Abschluss seiner Studien unterrichtete er zunächst Philosophie und Theologie am Collegio Romano in Rom und erhielt schließlich den Lehrstuhl für Mathematik.
1651 wurde er mit einer Mission am Hof der Königin Christina von Schweden betraut, deren Ziel es war, die Ernsthaftigkeit der Konversionsabsichten der Monarchin zu beurteilen. 1652 kehrte er nach Rom zurück, wurde anschließend Praepositus am Professhaus der Jesuiten in Venedig und ging 1677 nach Parma, wo er am dortigen jesuitischen Kolleg bis zu seinem Tod lehrte und Beichtvater zweier Prinzessinen des herzoglichen Hauses wurde.
Der Mondkrater Casatus wurde 1935 von der IAU nach ihm benannt.

## Schriften
- Vacuum proscriptum (Spekulationen betreffend Vakuum und speziell den Horror vacui; 1649)
- Brevis synopsis mechanica (1654)
- De igne dissertationes physicae (1656)
- Fabrica et uso del compasso di proportione (über Konstruktion und Gebrauch von Proportionalzirkeln; 1664)
- Terra machinis mota (Dialog zwischen Galileo Galilei, Paul Guldin und Marin Mersenne über Fragen der Kosmologie, Geografie, Astronomie und Geodäsie; 1658)
- Le ceneri dell’Olimpo ventilate (Dialog über Meteorologie; 1673)
- De gli horologi solari (Manuskript über die Konstruktion von Sonnenuhren)
- Mechanicorum libri octo (1684)
- Exercitationes matheseos candidatis exhibitaæ (Manuskript mit mathematischen Untersuchungen; 1698)
- De Angelis disputation philosophica (1703)
- Opticae dissertationes (1705)